# Kiemenschlitzaalartige
Die Kiemenschlitzaalartigen (Synbranchiformes) bestehen aus vier Familien und etwa 115 Arten in 13 Gattungen. Sie leben mit Ausnahme von drei Arten, die Brackwasserbewohner sind, in den Tropen und Subtropen von Afrika, Asien, dem indo-australischen Archipel, Mexiko sowie Mittel- und Südamerika in Süßgewässern. 

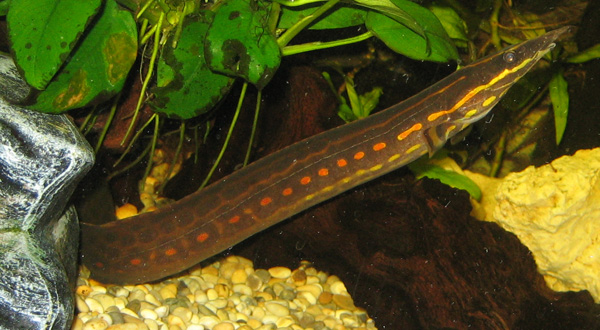
Feuer-Stachelaal

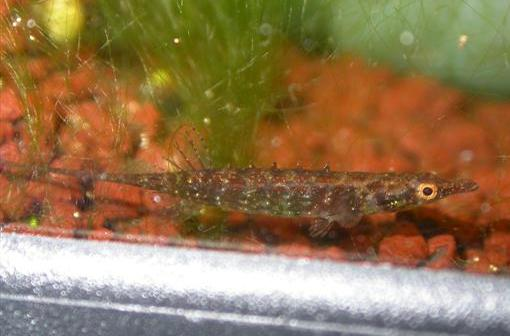
Indostomus paradoxus

## Merkmale
Die Fische werden 3,1 bis 150 Zentimeter lang. Der Körper ist aalartig langgestreckt. Die Kiemenöffnung ist zu einem kleinen, querliegenden Schlitz unter dem Kopf oder der Kehle reduziert. Die Atmung erfolgt vor allem mit dem Schlund und dem Darm. Die Prämaxillare (Zwischenkieferbein) ist nicht vorstreckbar (nicht protraktil) und hat keinen aufsteigenden Fortsatz. Im Schädel ist der äußere Pterygoid (Flügelbein) langgestreckt, der mittlere fehlt oder ist reduziert.

## Systematik
- Unterordnung Synbranchoidei
  - Familie Kiemenschlitzaale (Synbranchidae)
- Unterordnung Mastacembeloidei
  - Familie Chaudhuriidae
  - Familie Stachelaale (Mastacembelidae)

Neben diesen drei traditionell zu den Kiemenschlitzaalartigen gezählten Familien kommt in modernen Systematiken noch die Familie der Indostomidae (Unterordnung Indostomoidei) hinzu. Die nahe Verwandtschaft der stichlingsähnlichen Indostomidae mit den anderen, äußerlich verschiedenen Gruppen, gründet sich auf molekularbiologische Untersuchungen und wird noch nicht durch morphologische Merkmale gestützt.
Die verwandtschaftlichen Beziehungen der vier Familien zeigt folgendes Kladogramm:
|  | Stachelaale (Mastacembelidae) |
|  |                               |
|  | Chaudhuriidae                 |
|  |                               |

| Synbranchoidei | Kiemenschlitzaale (Synbranchidae) |
|                | Kiemenschlitzaale (Synbranchidae) |
| Indostomoidei  | Indostomidae                      |
|                | Indostomidae                      |

|  | Stachelaale (Mastacembelidae) |
|  |                               |
|  | Chaudhuriidae                 |
|  |                               |

| Synbranchoidei | Kiemenschlitzaale (Synbranchidae) |
|                | Kiemenschlitzaale (Synbranchidae) |
| Indostomoidei  | Indostomidae                      |
|                | Indostomidae                      |

|  | Stachelaale (Mastacembelidae) |
|  |                               |
|  | Chaudhuriidae                 |
|  |                               |

| Synbranchoidei | Kiemenschlitzaale (Synbranchidae) |
|                | Kiemenschlitzaale (Synbranchidae) |
| Indostomoidei  | Indostomidae                      |
|                | Indostomidae                      |

|  | Stachelaale (Mastacembelidae) |
|  |                               |
|  | Chaudhuriidae                 |
|  |                               |

| Synbranchoidei | Kiemenschlitzaale (Synbranchidae) |
|                | Kiemenschlitzaale (Synbranchidae) |
| Indostomoidei  | Indostomidae                      |
|                | Indostomidae                      |

Schwestergruppe der Kiemenschlitzaalartigen sind die Kletterfischartigen (Anabantiformes), eine Fischordnung, die in den tropischen und subtropischen Süßgewässern von Afrika und Asien vorkommt. Anabantiformes und Synbranchiformes bilden das Taxon Anabantaria.